# جسیکا لو
جسیکا لو (انگلیسی: Jessica Lu؛ زادهٔ ۱۸ آوریل ۱۹۸۵) هنرپیشه، مدل و سخنگو اهل ایالات متحده آمریکا است که بیشتر برای ایفای نقش در سریال خیال شناخته شده‌است. او در فیلم مرز وظیفه بازی کرده‌است.